# پتروپاولوفسکی (باشقیرستان)
پتروپاولوفسکی (انگلیسی: Petropavlovsky, Republic of Bashkortostan) یک شهرک در شهرستان خایبولینسکی استان باشقیرستان کشور روسیه است.